# Zygaeninae
Zygaeninae este o subfamilie de molii din familia Zygaenidae. Aceste specii sunt diurne; cele care aparțin genului Zygaena sunt native din zona vestică a regiunii palearctice, iar cele din genul Reissita sunt întâlnite în Peninsula Arabică. Sunt capabile să biosintetizeze cianură de hidrogen, iar culorile vii și marcajele de pe aripi sunt avertizări pentru potențialii prădători.

## Genuri
- Praezygaena Alberti, 1954
- Reissita Tremewan, 1959
- Zutulba Kirby, 1892
- Zygaena Fabricius, 1775